# Cerodontha vandalitiensis
Cerodontha vandalitiensis este o specie de muște din genul Cerodontha, familia Agromyzidae, descrisă de Spencer în anul 1966. Conform Catalogue of Life specia Cerodontha vandalitiensis nu are subspecii cunoscute.